# Rhadinopsylla syriaca
Rhadinopsylla syriaca är en loppart som beskrevs av Lewis 1962. Rhadinopsylla syriaca ingår i släktet Rhadinopsylla och familjen mullvadsloppor. Inga underarter finns listade i Catalogue of Life.